# Atomosia limbata
Atomosia limbata là một loài ruồi trong họ Asilidae. Atomosia limbata được Macquart miêu tả năm 1834.